# Tangidia montana
Tangidia montana är en insektsart som beskrevs av Ronald Gordon Fennah 1948. Tangidia montana ingår i släktet Tangidia och familjen Tropiduchidae. Inga underarter finns listade i Catalogue of Life.